# Discocharopa mimosa
Discocharopa mimosa är en snäckart som först beskrevs av Petterd 1879.  Discocharopa mimosa ingår i släktet Discocharopa och familjen Charopidae. IUCN kategoriserar arten globalt som livskraftig. Inga underarter finns listade i Catalogue of Life.